# Auterive (Haute-Garonne)
Auterive település Franciaországban, Haute-Garonne megyében. Lakosainak száma 10 291 fő (2022. január 1.). Auterive Grépiac, Auragne, Caujac, Cintegabelle, Grazac, Labruyère-Dorsa, Lagrâce-Dieu, Mauressac, Mauvaisin, Miremont és Puydaniel községekkel határos.

## Népesség
A település népességének változása:
| Lakosok száma | 4445 | 5436 | 5814 | 8200 | 9252 | 9417 | 9752 | 9923 | 9966 | 10 291 |
|               | 1968 | 1982 | 1990 | 2006 | 2013 | 2015 | 2017 | 2019 | 2020 | 2022   |